# John Freeman (animateur)
Pour les articles homonymes, voir John Freeman et Freeman.
John H. Freeman né le 14 décembre 1916 à Spokane, Washington et mort le 1er janvier 2010 à Burbank (Californie) est un animateur américain ayant travaillé pour plusieurs studios d'animation dont les studios Disney et Marvel Studios.